# وندال سوج
وندال سَوج (به انگلیسی: Vandal Savage) یک شخصیت خیالی شرور بزرگ در کتاب‌های کامیک آمریکایی منتشر شده توسط دی‌سی کامیکس است. شخصیت وندال سوج توسط آلفرد بستر و مارتین نودل خلق شده‌است؛ که برای اولین بار در شمارهٔ ۱۰ فانوس سبز (دسامبر ۱۹۴۳) حضور پیدا کرد. وندال سویج او اولین بار در اسمالویل حضور پیدا کرد و در سریال فلش و ارو مقداری به او اشاره شد که سریال افسانه‌های فردا او را برای ما واضح تر بیان کرد او در سریال فلش و ارو نقش منفی عادی به نظر می رسید ولی در سریال افسانه‌های فردا مشخص شد که او یک دیکتاتور نامیرا و جاودانه است که در سال 2166 به کمک اربابان زمان دنیا را فتح کرد.

## حضور در فیلم‌ها
- رادین کاین در مجموعه تلویزیونی اسمالویل ایفاگر نقش وندال سوج بود.
- کاسپر کرامپ در مجموعه‌های دنیای مشترک کماندار و سریال پیکان، فلش و افسانه‌های فردا نقش وندال سوج (هفثت) را ایفا می‌کرد.[۴]